# Obsjtina Loznitsa
Obsjtina Loznitsa (bulgariska: Община Лозница) är en kommun i Bulgarien.   Den ligger i regionen Razgrad, i den nordöstra delen av landet, 270 km öster om huvudstaden Sofia.
Obsjtina Loznitsa delas in i:
- Veselina
- Gorotsvet
- Gradina
- Beli Lom
- Kamenar
- Krojatj
- Lovsko
- Manastirsko
- Manastirtsi
- Sejdol
- Sinja voda
- Studenets
- Trapisjte
- Tjudomir

Följande samhällen finns i Obsjtina Loznitsa:
- Loznitsa

Trakten runt Obsjtina Loznitsa består till största delen av jordbruksmark. Runt Obsjtina Loznitsa är det ganska tätbefolkat, med 54 invånare per kvadratkilometer.